# Hypeninae
Sous-famille
Les Hypeninae sont une sous-famille de lépidoptères nocturnes de la famille des Erebidae.

## Systématique
Avant d'être placés dans la famille des Erebidae, les Hypeninae étaient placés dans celle des Noctuidae.

## Liste des genres
- Aethalina
- Arrade
- Artigisa
- Avirostrum
- Britha
- Calathusa
- Catada
- Catadoides
- Dichromia
- Elaphristis
- Epitripta
- Esthlodora
- Foveades
- Glympis
- Goniocraspedon
- Goniophylla
- Harita
- Hemeroplanis
- Hormoschista
- Hypena
- Hypenagonia
- Hypenarana
- Hypertrocta
- Lomanaltes
- Lophotoma
- Lysimelia
- Mecistoptera
- Meyrickella
- Naarda
- Nychioptera
- Ommatochila
- Panilla
- Paonidia
- Parilyrgis
- Paurophylla
- Pherechoa
- Philogethes
- Prionopterina
- Prolophota
- Rhodina
- Rhynchina
- Rhynchodontodes
- Sandava
- Sarobela
- Spargaloma
- Stenopaltis
- Synolulis
- Tigrana
- Zebeeba

Selon NCBI (12 févr. 2011) :
- Alesua
- Colobochyla
- Dyspyralis
- Hemeroplanis
- Hypena
- Lomanaltes
- Mursa
- Mycterophora
- Noctbiolep01
- Oxycilla
- Parascotia
- Phytometra
- Prolophota
- Prosoparia
- Rivula
- Schrankia
- Spargaloma
- Trauaxa